# Liste des épisodes de One Piece (Saga Guerre au Sommet)
 (août 2025).
 (août 2025).
Si vous disposez d'ouvrages ou d'articles de référence ou si vous connaissez des sites web de qualité traitant du thème abordé ici, merci de compléter l'article en donnant les références utiles à sa vérifiabilité et en les liant à la section « Notes et références ».
Chronologie
Thriller Bark Île des Hommes-Poissons
Cet article liste les épisodes de la saga Guerre au Sommet de One Piece.

## Générique
Cinq génériques ont été utilisés lors de la saga Guerre au Sommet :
- We Are! (Remix) de TVXQ (épisodes 385 à 394)
- Share the World de TVXQ (épisodes 395 à 425)
- Kaze wo Sagashite de Mari Yaguchi (épisodes 426 à 458)
- One Day de THE ROOTLESS (épisodes 459 à 491)
- Fight Together de Namie Amuro (épisodes 493 à 516)

## Saison 11 (suite)

### ArcArchipel des Sabaody
| No | Titre français                                                                          | Titre japonais                        | Titre japonais                                           | Date de 1re diffusion |
| No | Titre français                                                                          | Kanji                                 | Rōmaji                                                   | Date de 1re diffusion |
| --- | --------------------------------------------------------------------------------------- | ------------------------------------- | -------------------------------------------------------- | --------------------- |
| 390 | Objectif : l'île des hommes-poissons. Arrivée sur l'archipel des Sabaody                | 魚人島を目指して上陸 シャボンディ諸島 | Gyojin-tō o mezashite jōriku – Shabondī shotō            | 22 février 2009       |
| [Chapitre 496] |                                                                                         |                                       |                                                          |                       |
| 391 | Quelle tyrannie ! Les dragons célestes, les maîtres de Sabaody                          | 暴虐!シャボンディの支配者天竜人       | Bōgyaku! Shabondī no shihaisha Tenryūbito                | 1er mars 2009         |
| [Chapitre 497] |                                                                                         |                                       |                                                          |                       |
| 392 | Les nouveaux rivaux se rencontrent ! Les onze Supernovas                                | 新たなライバル集結!十一人の超新星     | Aratana rival shūketsu! Jūichinin no chōshinsei          | 8 mars 2009           |
| [Chapitre 498] |                                                                                         |                                       |                                                          |                       |
| 393 | La cible est Camie!! Le piège des kidnappeurs se referme                                | 標的はケイミー！！迫る人攫い屋の魔手  | Hyōteki wa Keimī!! Semaru Hito Sarai-ya no Mashu         | 15 mars 2009          |
| [Chapitre 499] |                                                                                         |                                       |                                                          |                       |
| 394 | Au secours de Camie ! Les vestiges des heures sombres de l'archipel !                   | ケイミーを救え 諸島に残る暗黒の歴史   | Keimī o Sukue – Shotō ni Nokoru Ankoku no Rekishi        | 29 mars 2009          |
| [Chapitre 500] |                                                                                         |                                       |                                                          |                       |
| 395 | Le temps nous est compté. La vente aux enchères des humains a commencé                  | タイムリミット 人間オークション開幕   | Taimu limitto – Hyūman Ōkushon Kaimaku                   | 5 avril 2009          |
| Les dragons célestes peuvent acheter des esclaves lors d'une vente aux enchères. Parmi ces esclaves, la sirène Camie que Luffy et Octy tentent de délivrer. [Chapitre 501] |                                                                                         |                                       |                                                          |                       |
| 396 | Un coup de poing explosif ! Une vente aux enchères à massacrer                          | 鉄拳炸裂！オークションをぶっつぶせ    | Tekken Sakuretsu! Ōkushon o Buttsubuse                   | 12 avril 2009         |
| Octy est gravement blessé après qu'un dragon céleste lui tire dessus. Furieux, Luffy laisse exploser sa colère et frappe violemment Saint Charloss. [Chapitre 502]         |                                                                                         |                                       |                                                          |                       |
| 397 | C'est la panique ! Grosse bagarre dans la salle des ventes                              | 大パニック！オークション会場の死闘    | Dai Panikku! Ōkushon Kaijō no Shitō                      | 19 avril 2009         |
| [Chapitre 503] |                                                                                         |                                       |                                                          |                       |
| 398 | L'amiral Kizaru se déplace ! L'archipel des Sabaody est dans le chaos                   | 大将黄猿動く！騒然シャボンディ諸島    | Taishō Kizaru Ugoku! Sōzen Shabondī Shotō                | 26 avril 2009         |
| L'amiral Kizaru est envoyé sur l'archipel des Sabaody à cause de l'agression de Luffy sur un dragon céleste. [Chapitre 504]                                                |                                                                                         |                                       |                                                          |                       |
| 399 | Briser les lignes ennemies ! La Marine contre les trois capitaines                      | 包囲網を突破せよ！海軍VS三人の船長    | Hōim Ami o Toppaseyo! Kaigun VS Sannin no Senchō         | 3 mai 2009            |
| [Chapitre 505-506] |                                                                                         |                                       |                                                          |                       |
| 400 | Roger et Rayleigh : Le roi des pirates et son bras droit                                | ロジャーとレイリー 海賊王とその右腕   | Rojā to Reirī – Kaizoku Ō to sono Migiude                | 10 mai 2009           |
| [Chapitre 506-507] |                                                                                         |                                       |                                                          |                       |
| 401 | Un coup de pied impossible à éviter? La vitesse-lumière de l’Amiral Kizaru              | 回避不可能！？大将黄猿の光速の蹴り    | Kaihi Fukanō!? Taishō Kizaru no Kōsoku no Keri           | 17 mai 2009           |
| [Chapitre 507-508] |                                                                                         |                                       |                                                          |                       |
| 402 | Une puissance écrasante ! Les Pacifista, les machines de guerre de la Marine            | 圧倒的！海軍の戦闘兵器パシフィスタ    | Attōteki! Kaigun no Sentō Heiki Pashifisuta              | 24 mai 2009           |
| [Chapitre 509-510] |                                                                                         |                                       |                                                          |                       |
| 403 | Un ennemi puissant de plus apparaît ! Sentômaru et sa hache à équarrir                  | さらなる強敵現る！鉞かついだ戦桃丸    | Saranaru Kyōteki Arawaru! Masakari Katsuida Sentōmaru    | 31 mai 2009           |
| [Chapitre 510-511] |                                                                                         |                                       |                                                          |                       |
| 404 | L'attaque féroce de l'Amiral Kizaru. Les pirates au Chapeau de Paille dos au mur        | 大将黄猿の猛攻 麦わら一味絶体絶命     | Taishō Kizaru no Mōkō – Mugiwara Ichimi Zettaizetsumei!  | 7 juin 2009           |
| [Chapitre 511-512] |                                                                                         |                                       |                                                          |                       |
| 405 | Des compagnons qui ont disparu. Le jour où l'équipage au Chapeau de Paille s'est éteint | 消された仲間たち 麦わら一味最後の日   | Kiesareta nakama-tachi. Mugiwara ichimi saigo no hi      | 14 juin 2009          |
| [Chapitre 513] |                                                                                         |                                       |                                                          |                       |
| 406 | De retour à l'époque féodale ! Luffy le chef est toujours là !                          | 時代劇特別編 ルフィ親分再び見参       | Jidaigeki tokubetsu hen. Luffy oyabun futatabi kenzan    | 21 juin 2009          |
| 407 | De retour à l'époque féodale ! Un piège à déjouer ! Le plan de la Thriller Company      | 時代劇特別編 破れ！スリラー商会の罠   | Jidaigeki tokubetsu hen. Yabure! Thriller shōkai no wana | 28 juin 2009          |

## Saison 12

### ArcAmazon Lily
| No                 | Titre français                                                              | Titre japonais                        | Titre japonais                                       | Date de 1re diffusion |
| No                 | Titre français                                                              | Kanji                                 | Rōmaji                                               | Date de 1re diffusion |
| ------------------ | --------------------------------------------------------------------------- | ------------------------------------- | ---------------------------------------------------- | --------------------- |
| 408                | Atterrissage ! Une île interdite aux hommes, Amazon Lily                    | 上陸！男子禁制の島アマゾン・リリー    | Jōriku! Danshi kinsei no shima ・ Amazon Rirī        | 5 juillet 2009        |
| [Chapitre 514]     |                                                                             |                                       |                                                      |                       |
| 409                | Dépêche-toi de retrouver tes compagnons ! Aventure sur l'île des femmes     | 急げ!仲間のもとへ 女ヶ島の冒険        | Isoge! Nakama no Moto e – Nyōgashima no Bōken        | 12 juillet 2009       |
| [Chapitre 515]     |                                                                             |                                       |                                                      |                       |
| 410                | Tout le monde en est amoureux ! Hancock l'impératrice pirate                | みんなメロメロ!海賊女帝ハンコック     | Minna Meromero! Kaizoku Jotei Hankokku               | 19 juillet 2009       |
| [Chapitre 516]     |                                                                             |                                       |                                                      |                       |
| 411                | Un secret caché dans leur dos. Luffy et la Princesse serpent se rencontrent | 背中に隠された秘密 遭遇ルフィと蛇姫   | Senaka ni Kakusareta Himitsu – Sōgū Rufi to Hebihime | 2 août 2009           |
| [Chapitre 517]     |                                                                             |                                       |                                                      |                       |
| 412                | Un jugement impitoyable ! Margaret est transformée en pierre !              | 非情の裁き!石にされたマーガレット!!   | Hijō no Sabaki! Ishi ni Sareta Māgaretto!!           | 9 août 2009           |
| [Chapitre 518]     |                                                                             |                                       |                                                      |                       |
| 413                | Duel compliqué pour Luffy ! Le pouvoir du fluide des sœurs Gorgone.         | ルフィ第苦戦！ヘビ姉妹の覇気の力！！  | Rufi Daikusen! Hebi Shimai no Haki no Chikara!!      | 16 août 2009          |
| [Chapitre 519]     |                                                                             |                                       |                                                      |                       |
| 414                | Les pouvoirs à pleins pot ! Gum Gum contre Gorgone.                         | 能力全開バトル！！ゴムゴムVSヘビヘビ  | Nōryoku Zenkai Batoru!! Gomu Gomu vs. Hebi Hebi      | 23 août 2009          |
| [Chapitre 520]     |                                                                             |                                       |                                                      |                       |
| 415                | Hancock se confesse. Le sordide passé des trois sœurs.                      | ハンコックの告白 姉妹の忌まわしき過去 | Hankokku no Kokuhaku – Shimai no Imawashiki Kako     | 30 août 2009          |
| [Chapitre 521]     |                                                                             |                                       |                                                      |                       |
| 416                | A la rescousse d'Ace ! Nouvelle destination : la grande prison              | エースを救え！新たな目的地は大監獄    | Ēsu o Sukue! Arata na Mokutekichi wa Daikangoku      | 6 septembre 2009      |
| [Chapitre 522]     |                                                                             |                                       |                                                      |                       |
| 417                | L'amour est un ouragan ! Hancock succombe à la passion                      | 恋はハリケーン! メロメロハンコック    | Koi wa harikēn! Meromero Hankokku                    | 13 septembre 2009     |
| [Chapitre 522-523] |                                                                             |                                       |                                                      |                       |

### ArcRetour sur l’équipage
| No                 | Titre français                                                                       | Titre japonais                         | Titre japonais                                                       | Date de 1re diffusion |
| No                 | Titre français                                                                       | Kanji                                  | Rōmaji                                                               | Date de 1re diffusion |
| ------------------ | ------------------------------------------------------------------------------------ | -------------------------------------- | -------------------------------------------------------------------- | --------------------- |
| 418                | Des nouvelles de l'équipage ! La science de la météo et l'île à la super technologie | 仲間達の行方 天候の科学とからくり島    | Nakama-tachi no Yukue – Tenkō no Kagaku to Karakurishima             | 20 septembre 2009     |
| [Chapitre 523]     |                                                                                      |                                        |                                                                      |                       |
| 419                | Des nouvelles de l'équipage. L'île aux oiseaux géants et le paradis rose             | 仲間達の行方 巨鳥の島と桃色の楽園！    | Nakama-tachi no Yukue – Kyōdori no Shima to Momoiro no Rakuen!       | 27 septembre 2009     |
| [Chapitre 523-524] |                                                                                      |                                        |                                                                      |                       |
| 420                | Des nouvelles de l'équipage. Un pont pour relier les îles et des plantes carnivores  | 仲間達の行方 島をつなぐ橋と食人植物    | Nakama-tachi no Yukue – Shima o Tsunagu Hashi to Shokunin Shokubutsu | 4 octobre 2009        |
| [Chapitre 524]     |                                                                                      |                                        |                                                                      |                       |
| 421                | Des nouvelles de l'équipage. La Princesse Fantôme et le Dieu du mal                  | 仲間達の行方！ネガティブ王女と悪魔王！ | Nakama-tachi no Yukue – Negatibu Ōjo to Akumaō!                      | 11 octobre 2009       |
| [Chapitre 524]     |                                                                                      |                                        |                                                                      |                       |

## Saison 13

### ArcImpel Down(1repartie)
| No | Titre français                                                               | Titre japonais                           | Titre japonais                                       | Date de 1re diffusion |
| No | Titre français                                                               | Kanji                                    | Rōmaji                                               | Date de 1re diffusion |
| --- | ---------------------------------------------------------------------------- | ---------------------------------------- | ---------------------------------------------------- | --------------------- |
| 422 | Une infiltration périlleuse ! La prison sous-marine d'Impel Down !           | 決死の潜入！海底監獄インペルダウン潜入！ | Kesshi no Sennyū! Kaitei Kangoku Inperu Daun Sennyū! | 18 octobre 2009       |
| Luffy et Hancock arrivent à Impel Down. Ils sont accueillis par le sous-directeur, Hannyabal. [Chapitre 525-526] |                                                                              |                                          |                                                      |                       |
| 423 | Retrouvailles en enfer ! L'homme qui a mangé le fruit de la fragmentation !  | 地獄で再会！？バラバラの実の実力者！     | Jigoku de Saikai!? Bara Bara no Mi no Nōryokusha!    | 25 octobre 2009       |
| Alors qu'Hancock est menottée avec du granit marin, Luffy tente par tous les moyens de localiser son frère. Pendant ce temps, Baggy le Clown, qui s'est évadé de sa cellule grâce à son Fruit du Démon, tente de semer les Blugoris. [Chapitre 526] |                                                                              |                                          |                                                      |                       |
| 424 | Passage dans l'enfer écarlate ! L'opération en super grande pompe de Baggy   | 破れ！紅蓮地獄 バギーのド派手大作戦      | Yabure! Guren Jigoku – Bagī no Dohade Daisakusen     | 1er novembre 2009     |
| À cause de Baggy, Luffy est repéré par les Blugoris. Il s'allie avec son ancien ennemi pour les vaincre. [Chapitre 527] |                                                                              |                                          |                                                      |                       |
| 425 | L'homme le plus fort de la prison! L'apparition de Magellan, l'homme-poison. | 監獄最強の男！毒人間マゼラン登場         | Kangoku Saikyō no Otoko! Doku Ningen Mazeran Tōjō    | 8 novembre 2009       |
| Luffy et Baggy se retrouvent au 2e cercle: l'enfer des bêtes. Baggy organise une émeute en délivrant d'autres prisonniers dont Mr 3. De son côté, Hancock rencontre Magellan, le directeur qui a mangé le Fruit du Venin. [Chapitre 528]            |                                                                              |                                          |                                                      |                       |

### ArcLittle East Blue
Ces épisodes spéciaux permettent de faire le lien entre la série et le film One Piece: Strong World. Ils se déroulent quelque temps avant l'arrivée de l'équipage sur l'archipel Sabaody. Les chapeaux de paille font escale sur une ile qui leur est bien familière...
| No       | Titre français                                                     | Titre japonais                        | Titre japonais                                      | Date de 1re diffusion |
| No       | Titre français                                                     | Kanji                                 | Rōmaji                                              | Date de 1re diffusion |
| -------- | ------------------------------------------------------------------ | ------------------------------------- | --------------------------------------------------- | --------------------- |
| 426      | Spécial Strong World : Les ambitions du Lion d'Or sont en marche ! | 映画連動特別編 動き出す金獅子の野望   | Eiga Rendō Supesharu – Ugokidasu Kinjishi no Yabō   | 15 novembre 2009      |
| [Filler] |                                                                    |                                       |                                                     |                       |
| 427      | Spécial Strong World : Little East Blue Est pris pour cible.       | 映画連動特別編 狙われた小さな東の海   | Eiga Rendō Supesharu – Nerawareta Ritoru Īsuto Burū | 22 novembre 2009      |
| [Filler] |                                                                    |                                       |                                                     |                       |
| 428      | Spécial Strong World : Les Pirates Amigo donnent l'assaut.         | 映画連動特別編 アミーゴ海賊団の猛攻   | Eiga Rendō Supesharu – Amīgo Kaizokudan no Mōkō     | 29 novembre 2009      |
| [Filler] |                                                                    |                                       |                                                     |                       |
| 429      | Spécial Strong World : La bataille décisive : Luffy contre Largo.  | 映画連動特別編 決戦！ルフィVSラルゴ   | Eiga Rendō Supesharu – Kessen! Rufi VS Rarugo       | 6 décembre 2009       |
| [Filler] |                                                                    |                                       |                                                     |                       |
| F10      | One Piece: Strong World                                            | ワンピースフィルム ストロングワールド | Wan Pīsu Firumu: Sutorongu Wārudo                   | 12 décembre 2009      |

### ArcImpel Down(2epartie)
| No | Titre français                                                                                  | Titre japonais                         | Titre japonais                                              | Date de 1re diffusion |
| No | Titre français                                                                                  | Kanji                                  | Rōmaji                                                      | Date de 1re diffusion |
| --- | ----------------------------------------------------------------------------------------------- | -------------------------------------- | ----------------------------------------------------------- | --------------------- |
| 430 | Le Grand Corsaire emprisonné ! Jinbe, le paladin des mers.                                      | 囚われの王下七武海! 海侠のジンベエ     | Toraware no Ōka Shichibukai! Kaikyō no Jinbē                | 13 décembre 2009      |
| Jinbe, un homme-poisson, membre de l'ordre des Sept Grands Corsaires, est enfermé à Impel Down dans la même cellule qu'Ace. De leur côté, Luffy, Baggy et Mr. 3 se retrouvent devant le Sphinx, la bête la plus redoutable du 2e cercle. Après l'avoir énervé, ils tombent au 3e cercle. [Chapitre 528-529] |                                                                                                 |                                        |                                                             |                       |
| 431 | Le piège de Saldeath, le chef des gardes. Le troisième cercle, l'enfer de la faim !             | 牢番長サルデスの罠 LV.3飢餓地獄        | Rōbanchō Sarudesu no Wana – Reberu Surī Kiga Jigoku         | 20 décembre 2009      |
| Luffy, Baggy et Mr. 3 sont désormais au 3e cercle : l'enfer de la faim. L'air de ce niveau est difficilement supportable. C'est alors que le chef de la garde, Saldeath, leur tend un piège. Après s'être fait délivrés inconsciemment par le Sphinx, Mr. 3 entend la voix d'une personne familière : Bonclay. [Chapitre 530] |                                                                                                 |                                        |                                                             |                       |
| 432 | Un cygne relâché ! Les retrouvailles avec Bonclay !                                             | 解き放たれた白鳥！再会！ボン・クレー   | Tokihanatareta hakuchō! Saikai! Bon Kurē                    | 27 décembre 2009      |
| Baggy et Mr. 3 délivrent Bonclay de sa cellule, qui part immédiatement porter secours à Luffy. Hancock arrive enfin à l'endroit où se situe Ace. Après que Magellan ait calmé les prisonniers extasiés devant la beauté d'Hancock, cette dernière annonce à Ace que son petit frère est venu le délivrer. Luffy est aux prises avec le Sphinx ainsi que les Blugoris de Saldeath lorsque Bonclay arrive pour lui prêter main-forte. Ce dernier désire aller au 5e cercle délivrer quelqu'un. [Chapitre 530-531] |                                                                                                 |                                        |                                                             |                       |
| 433 | Le directeur Magellan en action ! Le filet se resserre autour du chapeau de paille.             | 署長マゼラン動く 完成! 麦わら包囲網    | Shochō Mazeran Ugoku – Kansei! Mugiwara Hōimō               | 10 janvier 2010       |
| Hancock et le Vice-Amiral Momonga ayant quitté la prison, Magellan peut désormais organiser la capture des fugitifs. Luffy et Bonclay se retrouvent face au Minotaure, un des Gardiens Démoniaques. Devant la puissance de la bête, Luffy utilise le Gear Second. Il se retrouve au bord du 4e cercle : l'enfer des flammes. Ils sont rejoints par Baggy et Mr 3. Poursuivis par le Minotaure, ils unissent leurs forces pour le terrasser une bonne fois pour toutes. [Chapitre 532] |                                                                                                 |                                        |                                                             |                       |
| 434 | Toutes les forces se rassemblent ! Bataille décisive au quatrième cercle, l'enfer des flammes ! | 全戦力集結！ LV4·焦熱地獄の決戦        | Zensenryoku shūketsu! Reberu Fō – Shōnetsu Jigoku no Kessen | 17 janvier 2010       |
| Hancock est en route pour le quartier général de la Marine quand le Vice-Amiral Momonga reçoit un rapport comme quoi Shanks le Roux aurait empêché Kaido, l'un des Quatre Empereurs, de s'en prendre à Barbe Blanche. La guerre semble désormais inévitable. À Impel Down, nos héros sont tombés au 4e cercle. Magellan met tout en œuvre pour les arrêter et décide de prendre les choses en main en se présentant devant Luffy et Bonclay. [Chapitre 533] |                                                                                                 |                                        |                                                             |                       |
| 435 | La force de Magellan. Bonclay prend la fuite !                                                  | マゼラン強し! ボン・クレー敵前逃亡     | Mazeran Tsuyoshi! Bon Kurē Tekizen Tōbō                     | 24 janvier 2010       |
| Face au poison de Magellan, Luffy ne peut pas se battre. Bonclay essaie d'aider Luffy dans son combat contre le directeur d'Impel Down mais se voit obligé de prendre la fuite. Baggy et Mr. 3 tentent de regagner le 3e cercle et font face à Hannyabal. Après avoir lancée une "Maggy Ball", Baggy ainsi que Mr. 3 essuient la colère du sous-directeur. Luffy décide finalement de sacrifier ses mains pour battre Magellan et lance un "Gum Gum Jet Bazooka" qui met à genoux le directeur. Luffy se retrouve couvert de poison mortel. [Chapitre 534] |                                                                                                 |                                        |                                                             |                       |
| 436 | Le combat s'achève. Luffy lance une ultime attaque au péril de sa vie !                         | 雌雄決す！捨て身のルフィ最後の一撃     | Shiyū Kisu! Sutemi no Rufi Saigo no Ichigeki                | 31 janvier 2010       |
| Magellan se relève alors que Luffy est désormais victime de la toxine du poison. Le combat continue mais Luffy ne peut rien contre les attaques empoisonnées du directeur de la prison. Baggy et Mr. 3 ont été capturés par Hannyabal mais Bonclay les aide et affronte le sous-directeur. Luffy, quant à lui, se retrouve vaincu par Magellan. Couvert de poison, il est désormais condamné à mourir. [Chapitre 535] |                                                                                                 |                                        |                                                             |                       |
| 437 | Parce que c'est mon ami... Bonclay part à la rescousse !                                        | 友達だから ボン・クレー決死の救出行    | Tomodachi dakara – Bon Kurē Kesshi no Kyūshutsugyō          | 7 février 2010        |
| Magellan condamne Luffy à finir sa vie au 5e cercle : l'enfer des glaces. Le directeur aperçoit Hannyabal inconscient, apparemment battu par Bonclay. Revenu à lui, le sous-directeur décide d’emmener Baggy et Mr. 3 en salle d’interrogatoire. Hannyabal est en réalité Bonclay qui a pris son apparence. Ce dernier décide d'aller aider Luffy au 5e cercle et de trouver Emporio Ivankov pour soigner son ami du poison. [Chapitre 535-536] |                                                                                                 |                                        |                                                             |                       |
| 438 | Un paradis en Enfer, le cinquième cercle et demi d'Impel Down.                                  | 地獄に楽園! インペルダウン LV5.5       | Jigoku ni Rakuen! Inperu Daun Reberu Faibu ten Faibu        | 14 février 2010       |
| Au 5e cercle, Baggy et Mr. 3 tentent d'échapper aux loups. Bonclay délivre Luffy et part à la recherche d'Ivankov, le faiseur de miracles. Après s'être fait attaquer par des loups, Luffy utilise sans le vouloir le Fluide Royal et fait évanouir la meute de loups. Bonclay se réveille 10 heures plus tard, il a été porté secours par un certain Inazuma qui l'a emmené au 5e cercle et demi d'Impel Down, un lieu secret où règne Emporio Ivankov. [Chapitre 536-537] |                                                                                                 |                                        |                                                             |                       |
| 439 | Le traitement de Luffy commence, le pouvoir miraculeux d'Ivankov.                               | ルフィ治療開始! イワさん奇跡の能力     | Rufi Chiryō Kaishi! Iwa-san Kiseki no Nōryoku               | 21 février 2010       |
| Bonclay a finalement trouvé Emporio Ivankov. Ce dernier lui fait une démonstration de ses pouvoirs en changeant un homme en femme. C'est alors qu'Ivankov lui annonce que Luffy a déjà commencé son traitement contre le poison de Magellan mais le Chapeau de Paille hurle à la mort sous la douleur des hormones de guérison que lui a injectées Ivankov. Il reste 16 heures avant l’exécution d'Ace. [Chapitre 537-538] |                                                                                                 |                                        |                                                             |                       |
| 440 | Il faut croire aux miracles ! Bonclay crie de toutes ses forces !                               | 奇跡を信じて! ボン・クレー魂の声援     | Kiseki o Shinjite! Bon Kurē Tamashī no Seien                | 28 février 2010       |
| Ivankov explique à Bonclay qu'il a mangé le Fruit des Hormones, et il est donc capable de produire et de contrôler des hormones. C'est grâce à ce pouvoir qu'il a commencé le traitement de Luffy. Ivankov explique également que le 5e cercle et demi se situe entre le 5e et le 6e cercle d'Impel Down, à la grande stupéfaction de Bonclay qui croyait qu'Impel Down n'avait que 5 niveaux. C'est dans ce 6e cercle qu'est enfermé Ace mais aussi Jinbe, Crocodile et l'ancien gardien chef, Shiliew de la Pluie. Après cette discussion, Bonclay retourne voir Luffy qui est toujours en train d'agoniser, Mr 2 l’encourageant en hurlant toute la nuit. Finalement, Luffy se réveille. [Chapitre 538-539] |                                                                                                 |                                        |                                                             |                       |
| 441 | La résurrection de Luffy ! Ivankov met son plan d'évasion à exécution.                          | ルフィ復活! イワさん脱獄計画始動!      | Rufi Fukkatsu! Iwa-san Datsugoku Keikaku Shidō!             | 7 mars 2010           |
| Remis sur pied, Luffy décide de reprendre sa route pour sauver son frère. Il demande à Ivankov de le suivre mais ce dernier refuse car il attend un ordre du chef de l'Armée Révolutionnaire dont il fait partie. Lorsque Luffy lui annonce que son père n'est autre que Monkey D. Dragon, le chef des révolutionnaires, Ivankov, Inazuma et les autres décident d'aller porter secours à Ace. Une escorte de la Marine, dirigée par le Vice-Amiral Onigumo, arrive à Impel Down pour transférer Ace à Marine Ford. Il reste 6 heures avant son exécution. [Chapitre 539] |                                                                                                 |                                        |                                                             |                       |
| 442 | Le transfert d'Ace ! Assaut au sixième cercle.                                                  | エース護送開始 最下層ＬＶ６の攻防!     | Ēsu Gosō Kaishi – Saikasō Reberu Shikkusu Kōbō              | 14 mars 2010          |
| Luffy, Ivankov et Inazuma parviennent devant la cellule d'Ace mais il n'est plus là. Pendant ce temps, Magellan remet le frère de Luffy à Onigumo. Voyant la réalité en face, Luffy décide de se rendre au quartier général de la Marine pour le délivrer. Malgré les mises en garde d'Ivankov au sujet de la future guerre entre la Marine et Barbe Blanche, Luffy est bien décidé de s'y rendre. C'est alors qu'un détenu lui propose son aide : Crocodile, que Luffy avait vaincu à Alabasta. [Chapitre 540] |                                                                                                 |                                        |                                                             |                       |
| 443 | Une équipe de choc : Impel Down peut trembler !                                                 | 最強チーム結成 震撼! インペルダウン    | Saikyō Chīmu Kessei – Shinkan! Inperudaun                   | 21 mars 2010          |
| C'est à contrecœur que Luffy libère Crocodile de sa cellule. Pour éviter une trahison de ce dernier, Ivankov menace de dévoiler un secret gênant à son sujet. Luffy libère également Jinbe. Après avoir regagné le 5e cercle et demi, Ivankov injecte des hormones de tension à Bonclay. Arrivés au 4e cercle, Luffy, Jinbe et Crocodile se débarrassent facilement des gardes. L'ancien Grand Corsaire en profite pour libérer Das Bones, alias Mr. 1. [Chapitre 540-541] |                                                                                                 |                                        |                                                             |                       |
| 444 | Le chaos s'accentue : L'invasion de "Barbe Noire" Teach !                                       | さらなる混乱! 黒ひげ・ティーチ襲来!    | Saranaru Konran! Kurohige Tīchi Shūrai!                     | 28 mars 2010          |
| Un navire de la Marine approche d'Impel Down. Il s'agit du Grand Corsaire, Marshall D. Teach, dit "Barbe Noire". Pour pallier le manque d'effectifs à tous les niveaux, Magellan décide de faire sortir l'ancien gardien-chef, Shiliew de la Pluie. [Chapitre 541-542] |                                                                                                 |                                        |                                                             |                       |
| 445 | Une rencontre dangereuse ! Barbe Noire et Shiliew de la Pluie                                   | 危険な出会い！黒ひげと雨のシリュウ     | Kiken na Deai! Kurohige to Ame no Shiryū                    | 4 avril 2010          |
| Shiliew rencontre Barbe Noire au 1er cercle. [Chapitre 542-543] |                                                                                                 |                                        |                                                             |                       |
| 446 | Hors de question de perdre ! Hannyabal sort le grand jeu !                                      | 意地でも倒れぬ！本気のハンニャバル     | Iji demo Taorenu! Honki no Hannyabaru                       | 11 avril 2010         |
| Hannyabal se présente devant Luffy et lui barre le passage. Faisant preuve de ténacité, Hannyabal ne cesse de se relever devant les coups de Luffy. C'est alors que Barbe Noire arrive et le met à terre. Luffy reconnaît alors l'homme qu'il a vu à Jaya et entre dans une colère noire en apprenant que c'est Barbe Noire. [Chapitre 543-544] |                                                                                                 |                                        |                                                             |                       |
| 447 | Le Jet Pistol en colère. Luffy contre Barbe Noire.                                              | 怒りのJETピストル ルフィvs黒ヒゲ       | Ikari no Jetto Pisutoru – Rufi vs Kurohige                  | 18 avril 2010         |
| Après s'être reçu un "Jet Pistol" de plein fouet, Barbe Noire utilise le Fruit des Ténèbres et annule l'élasticité de Luffy. Le Grand Corsaire explique les détails de son combat contre Ace. Après avoir été retenu par Jinbe, Luffy remonte au 3e cercle. C'est alors que Magellan empoisonne Barbe Noire et ses hommes avant de remonter lui aussi vers l'enfer de la faim. [Chapitre 544] |                                                                                                 |                                        |                                                             |                       |
| 448 | Il faut arrêter Magellan ! Ivankov dévoile son attaque secrète !                                | マゼランを止めろ！イワさん奥義炸裂     | Mazeran o Tomero! Iwa-san Ōgi Sakuretsu                     | 25 avril 2010         |
| Ivankov tente de retenir Magellan au 3e cercle et il ordonne à Inazuma de détruire l'accès au 2e cercle. De leur côté, Baggy et Mr. 3 sont parvenus au 1er cercle. Les 4 bêtes démoniaques font leur retour mais ils sont mis à terre par Luffy et Jinbe. Magellan se retrouve au 2e cercle après avoir vaincu Ivankov, laissé pour mort. Inazuma tente de le retenir mais le directeur parvient jusqu'au 1er cercle. [Chapitre 545] |                                                                                                 |                                        |                                                             |                       |
| OVA 3 | One Piece Film Strong World: Episode 0                                                          | ONE PIECE FILM STRONG WORLD: EPISODE 0 | Wan Pīsu Firumu Sutorongu Wārudo Episōdo Zero               | avril 2010            |
| OVA servant à introduire le film One Piece : Strong World. |                                                                                                 |                                        |                                                             |                       |
| 449 | La tactique de Magellan ! Le plan d'évasion compromis.                                          | マゼランの奇策！はばまれた脱獄計画     | Mazeran no Kisaku! Habamareta Datsugoku Sakusen             | 2 mai 2010            |
| Magellan est à présent au 1er cercle et il lance plusieurs attaques pour abattre les prisonniers en fuite. Mr. 3 utilise sa cire pour contrer le poison. Jinbe, Baggy, Crocodile et Mr. 1 arrivent à la sortie de la prison mais les navires de la Marine ont quitté les quais. Il s'agit d'une ruse de Magellan qui a pour but d'empêcher les fuyards de prendre la mer en demandant aux navires de quitter le port. Heureusement, Jinbe, Crocodile, Mr. 1 et Baggy décident d'aller voler un navire. Avec l'aide de Mr. 3, Luffy combat à nouveau Magellan en utilisant de la cire. [Chapitre 545-546] |                                                                                                 |                                        |                                                             |                       |
| 450 | Les fugitifs pris au piège la technique interdite : Venom Demon.                                | 脱獄チーム絶体絶命 禁じ手"毒の巨兵"    | Datsugoku Chīmu Zettaizetsumei – Kinjite 'Benomu Dēmon'     | 9 mai 2010            |
| [Chapitre 546-547] |                                                                                                 |                                        |                                                             |                       |
| 451 | Accomplir un dernier miracle : Franchir la Porte de la Justice.                                 | 起こせ最後の奇跡 正義の門を突破せよ    | Okose Saigo no Kiseki – Seigi no Mon o Toppaseyo            | 16 mai 2010           |
| [Chapitre 548] |                                                                                                 |                                        |                                                             |                       |
| 452 | Direction : Le quartier général de la Marine ! En route pour sauver Ace !                       | 目指せ海軍本部 エース救出への船出!     | Mezase Kaigun Honbu – Ēsu Kyūshutsu e no Funade             | 23 mai 2010           |
| [Chapitre 549] |                                                                                                 |                                        |                                                             |                       |

### ArcRetour sur l’équipageII
| No                                                       | Titre français                                                                           | Titre japonais                       | Titre japonais                                                 | Date de 1re diffusion |
| No                                                       | Titre français                                                                           | Kanji                                | Rōmaji                                                         | Date de 1re diffusion |
| -------------------------------------------------------- | ---------------------------------------------------------------------------------------- | ------------------------------------ | -------------------------------------------------------------- | --------------------- |
| 453                                                      | Des nouvelles de l'équipage. Carnet de route de Weatheria et animaux cyborgs.            | 仲間達の行方 空島リポートと改造動物! | Nakama-tachi no Yukue – Wezaria Ripōto to Saibōgu Animaru      | 30 mai 2010           |
| [Couverture chapitres 555 et 556 / chapitres 548 et 549] |                                                                                          |                                      |                                                                |                       |
| 454                                                      | Des nouvelles de l'équipage. Le poussin géant et une bataille rose.                      | 仲間達の行方 巨鳥のヒナと桃色の対決  | Nakama-tachi no Yukue – Kyōdori no hina to momoiro no taiketsu | 6 juin 2010           |
| [Couverture chapitres 552 et 554 / chapitres 543 et 544] |                                                                                          |                                      |                                                                |                       |
| 455                                                      | Des nouvelles de l'équipage. L'armée révolutionnaire et le piège de la forêt gloutonne ! | 仲間達の行方 革命軍と暴食の森の罠!   | Nakama-tachi no Yukue. Kakumeigun to bōshoku no mori no wana!  | 13 juin 2010          |
| [Couverture chapitres 545 et 546 / chapitres 550 et 551] |                                                                                          |                                      |                                                                |                       |
| 456                                                      | Des nouvelles de l'équipage. Une gigantesque sépulture et la dette des sous-vêtements.   | 仲間達の行方 巨大の墓標とパンツの恩  | Nakama-tachi no Yukue – Kyodai no Hakajirushi to Pantsu no On  | 20 juin 2010          |
| [Couverture chapitres 559 et 560 / chapitres 557 et 558] |                                                                                          |                                      |                                                                |                       |

## Saison 14

### ArcMarine Ford
| No | Titre français                                                                          | Titre japonais                                           | Titre japonais                                                    | Date de 1re diffusion |
| No | Titre français                                                                          | Kanji                                                    | Rōmaji                                                            | Date de 1re diffusion |
| --- | --------------------------------------------------------------------------------------- | -------------------------------------------------------- | ----------------------------------------------------------------- | --------------------- |
| 457 | Juste avant Marine Ford ! Les souvenirs de Luffy. La promesse des deux frères.          | 海軍本部直前回想特別編 兄弟の誓い!                       | Marinfōdo Chokuzen Kaisou Supesharu – Kyōdai no Chikai!           | 27 juin 2010          |
| [Filler] |                                                                                         |                                                          |                                                                   |                       |
| 458 | Juste avant Marine Ford ! Les souvenirs de Luffy. Les trois amiraux se rassemblent.     | 海軍本部直前回想特別編 集結! 三大将                      | Marinfōdo Chokuzen Kaisou Supesharu – Shūketsu! San Taishō        | 11 juillet 2010       |
| [Filler] |                                                                                         |                                                          |                                                                   |                       |
| 459 | L'heure de la bataille décisive approche ! La plus puissante armée de la Marine !       | 決戦の刻迫る! 海軍最強の布陣完成!                        | Kessen no Koku Semaru! Kaigun Saikyō no Fujin Kansei!             | 18 juillet 2010       |
| Au Quartier Général de la Marine, près de 100 000 soldats assistent à l’exécution d'Ace. Parmi eux se trouvent les trois amiraux (Aokiji, Akainu et Kizaru) ainsi que cinq membres de l'Ordre des Sept Grands Corsaires (Bartholomew Kuma, Don Quijote Doflamingo, Boa Hancock, Dracule Mihawk et Gecko Moria). [Chapitre 549-550] |                                                                                         |                                                          |                                                                   |                       |
| 460 | Une flotte imposante apparaît ! L'assaut des pirates de Barbe Blanche                   | 巨大艦隊あらわる 襲来! 白ひげ海賊団                      | Kyodai Kantai Arawaru – Shūrai! Shirohige Kaizoku-dan             | 1er août 2010         |
| Ace est maintenant sur l'échafaud et Sengoku profite du fait que l’exécution est retransmise dans le monde entier pour faire une révélation : Ace est le fils de Gol D. Roger, le Roi des Pirates. C'est alors que les navires alliés de Barbe Blanche pénètrent dans la baie de Marine Ford. [Chapitre 551] |                                                                                         |                                                          |                                                                   |                       |
| 461 | Le début de la bataille ! Le passé d'Ace et de Barbe Blanche                            | 「決戦の幕開け！ エースと白ひげの過去」                  | Kessen no Makuake! Ēsu to Shirohige no Kako                       | 8 août 2010           |
| Barbe Blanche, l'homme le plus fort du monde et l'un des Quatre Empereurs, arrive dans la baie avec ses capitaines de flotte et ses alliés. Ace se souvient de la fois où il a rejoint l'équipage de ce dernier. [Chapitre 551-552] |                                                                                         |                                                          |                                                                   |                       |
| 462 | Une force qui pourrait détruire le monde entier ! Le pouvoir du fruit du tremblement    | 世界を破壊することができる力！フルーツシェイクのパワー！ | Sekai o hakai suru koto ga dekiru chikara! Furūtsusheiku no pawā! | 16 août 2010          |
| Barbe Blanche a déclenché un tsunami grâce au Fruit du Tremblement qu'il a mangé. Deux vagues gigantesques sont sur le point de s'abattent sur le Quartier Général de la Marine mais l'Amiral Aokiji veille au grain. [Chapitre 552-553] |                                                                                         |                                                          |                                                                   |                       |
| 463 | Réduisez tout en cendres ! Les pouvoirs de l'Amiral Akainu !                            | すべてを焼き尽くす! 大将赤犬の能力                       | Subete o Yakitsukusu! Taishō Akainu no Nōryoku                    | 22 août 2010          |
| Alors que Joz, le capitaine de la 3e flotte, essaie de détruire l'échafaud avec un énorme bloc de glace, l'Amiral Akainu le détruit sans difficulté grâce au Fruit du Magma. [Chapitre 553-554] |                                                                                         |                                                          |                                                                   |                       |
| 464 | Le descendant du démon ! L'assaut de Little Oz Junior !                                 | 魔人の子孫! リトルオーズJr.驀進！                        | Majin no Shison! Ritoru Ōzu Junia Bakushin!                       | 29 août 2010          |
| Un des alliés de Barbe Blanche, Little Oz Junior, fonce sur le champ de bataille et terrasse ses adversaires, mais il se heurte aux Grands Corsaires Kuma, Doflamingo et Moria. [Chapitre 554-555] |                                                                                         |                                                          |                                                                   |                       |
| 465 | La justice n'appartient qu'aux vainqueurs ! Sengoku met son plan à exécution !          | 勝者だけが正義 発動！センゴクの作戦                      | Shōsha dake ga Seigi – Hatsudō! Sengoku no Sakusen                | 5 septembre 2010      |
| Doflamingo affronte Atmos, le capitaine de la 13e flotte. Il en profite pour faire un discours sur la Justice. [Chapitre 556] |                                                                                         |                                                          |                                                                   |                       |
| 466 | La clique du Chapeau de Paille débarque. La bataille devient de plus en plus intense    | 麦わらチーム到着 風雲急を告げる戦場                      | Mugiwara Chīmu Tōchaku – Fūunkyū o Tsugeru Senjō                  | 12 septembre 2010     |
| Le navire de la Marine dans lequel se trouvait Luffy et les évadés d'Impel Down tombe du ciel. Arrivé sur le champ de bataille, Crocodile se jette sur Barbe Blanche mais Luffy l'empêche de le tuer. Le vieux pirate suggère à Luffy de renoncer à sauver son frère. [Chapitre 557] |                                                                                         |                                                          |                                                                   |                       |
| 467 | Je te sauverai même si je dois en mourir. Luffy contre la Marine : la bataille commence | 死んでも助ける ルフィVS海軍戦闘開始                      | Shindemo Tasukeru – Rufi VS Kaigun Sentō Kaishi                   | 19 septembre 2010     |
| C'est à corps perdu que Luffy se jette dans la bataille. Cependant, Ace refuse que Luffy lui vienne en aide. [Chapitre 558] |                                                                                         |                                                          |                                                                   |                       |
| 468 | Les combats s'enchainent ! Fruits du démon contre fruits du démon                       | 激戦の連続! 能力者軍団VS能力者軍団                       | Gekisen no Renzoku! Nōryokusha Gundan VS Nōryokusha Gundan        | 26 septembre 2010     |
| La bataille est de plus en plus intense. Alors que Baggy et les prisonniers d'Impel Down s'associent avec Barbe Blanche, Luffy affronte Smoker mais le Chapeau de Paille ne peut rien contre les capacités de Logia du Contre-Amiral. Boa Hancock vient en aide à Luffy. [Chapitre 559] |                                                                                         |                                                          |                                                                   |                       |
| 469 | Le changement de Kuma. Mamie Iwa se met en colère                                       | クマに起きた異変 イワさん怒りの一撃                      | Kuma ni Okita Ihen – Iwa-san Ikari no Ichigeki                    | 3 octobre 2010        |
| Ivankov fait face à Bartholomew Kuma, son ancien collègue au sein de l'Armée Révolutionnaire. Kuma ne reconnait pas Ivankov et l'attaque. Doflamingo explique que Kuma est devenu une arme-humaine sans personnalité à la suite de sa transformation en cyborg de la part du Dr Végapunk. [Chapitre 560] |                                                                                         |                                                          |                                                                   |                       |
| 470 | Mihawk, un combattant d'exception. Le sabre noir menace Luffy                           | 剣豪ミホーク ルフィに迫る黒刀の斬撃                      | Kengō Mihōku – Rufi ni Semari Kokutō no Zangeki                   | 10 octobre 2010       |
| [Chapitre 561] |                                                                                         |                                                          |                                                                   |                       |
| 471 | Opération extermination. Le pouvoir destructeur des Pacifista                           | 殲滅作戦始動 パシフィスタ軍団の威力                      | Senmetsu Sakusen Hatsudō – Pashifisuta Gundan no Iryoku           | 17 octobre 2010       |
| Les Pacifistas, des armes-humaines de la Marine à l’effigie de Kuma, débarquent dans la baie sous le commandement de Sentomaru. Alors que Kizaru barre la route à Luffy, Squardo poignarde Barbe Blanche. [Chapitre 562] |                                                                                         |                                                          |                                                                   |                       |
| 472 | La ruse d'Akainu ! Barbe Blanche pris au piège                                          | 赤犬の謀略! おとしいれられた白ひげ                       | Akainu no Bōryaku! Otoshīrareta Shirohige                         | 24 octobre 2010       |
| Squardo, un des alliés de Barbe Blanche, annonce que ce dernier orchestre une mutinerie contre les pirates alliés. Après avoir rencontré Akainu, Squardo a été victime d'une manipulation de la Marine. Cependant, Barbe Blanche lui pardonne son erreur. [Chapitre 563] |                                                                                         |                                                          |                                                                   |                       |
| 473 | Le mur d'encerclement se dresse ! Les pirates de Barbe Blanche acculés !                | 包囲作戦作動! 白ひげ海賊団絶体絶命!!                     | Hōi Sakusen Hatsudō! Shirohige Kaizoku-dan Zettai Zetsumei!!      | 31 octobre 2010       |
| Après avoir reçu le coup de Squardo, Barbe Blanche se jette dans la bataille. Il déchaîne les pouvoirs du Fruit du Tremblement sur le Vice-Amiral John Giant. C'est alors que Sengoku ordonne le dressement d'un mur d'encerclement qui condamne les pirates. [Chapitre 564] |                                                                                         |                                                          |                                                                   |                       |
| 474 | La sentence va s'abattre. Il faut forcer le mur d'encerclement !                        | 処刑執行命令下る 包囲壁を突破せよ!                       | Shokei Shikkō Meirei Kudaru – Hōiheki o Toppaseyo!                | 7 novembre 2010       |
| Le mur d'encerclement ne s'est pas élevé totalement à cause de Little Oz Junior. Les pirates essaient de passer en force tout en évitant les projectiles de magma que lance Akainu. Au moment où Ace allait être exécuté, Luffy réussit à passer par-dessus le mur et se retrouve devant les trois amiraux. [Chapitre 565] |                                                                                         |                                                          |                                                                   |                       |
| 475 | La phase finale ! Barbe Blanche veut retourner la situation                             | 最終局面突入! 白ひげ起死回生の一手                       | Saishū Kyokumen Totsunyū! Shirohige Kishikaisei no Itte           | 14 novembre 2010      |
| Luffy essaie de passer derrière les trois amiraux mais malgré son Gear Second, Kizaru le rattrape. Les bourreaux se préparent à exécuter Ace lorsque Crocodile intervient. [Chapitre 566] |                                                                                         |                                                          |                                                                   |                       |
| 476 | Luffy à bout de force ! Guerre totale sur la Place Oris !!                              | ルフィ力尽く! オリス広場の総力戦!!                       | Rufi Chikara Tsuku! Orisu Hiroba no Sōryokusen!!                  | 21 novembre 2010      |
| Un navire de Barbe Blanche surgit de la baie. Il est posé sur la Place Oris avec l'aide de Little Oz Junior et les pirates de Barbe Blanche donnent l'assaut sur la place. Tandis que Marco vole vers l'échafaud, le Vice-Amiral Garp le repousse et entre dans la bataille. [Chapitre 567] |                                                                                         |                                                          |                                                                   |                       |
| 477 | Un pouvoir qui ronge la vie. Les Tentions Hormones refont parler d'elles !              | 命を削る力 テンション・ホルモン再び                      | Inochi o Kazuru Chikara – Tenshon Horumon Futatabi                | 28 novembre 2010      |
| Luffy est à bout de force. Il demande à Ivankov de lui injecter d'autres "Tensions Hormones" en plus de celles qu'il avait reçu à Impel Down. Le souverain de Kedetrav sait à quel point ces hormones sont dangereuses pour l'organisme. [Chapitre 568] |                                                                                         |                                                          |                                                                   |                       |
| 478 | La force d'une promesse. Luffy et Kobby s'affrontent !                                  | 約束のために!! 激闘! ルフィとコビー                      | Yakusoku no Tame ni!! Gekitō! Rufi to Kobī                        | 5 décembre 2010       |
| Le combat continue et les capitaines de Barbe Blanche tombent un à un face aux Amiraux de la Marine. Barbe Blanche qui s'est pris plusieurs coups consécutifs, montre des signes de faiblesse. Les bourreaux se préparent à exécuter Ace mais Luffy, remonté, utilise le fluide royal et fait tomber tous les soldats. [Chapitre 569] |                                                                                         |                                                          |                                                                   |                       |
| 479 | Échafaud droit devant ! Le chemin vers Ace nous tend les bras.                          | 処刑台目前! 開かれたエースへの道!!                       | Shokeidai Mokuzen! Hirakareta Ēsu e no Michi!!                    | 12 décembre 2010      |
| Sur la place, tout le monde est stupéfait de la grandeur du pouvoir de Luffy ; Barbe Blanche ordonne à tout son équipage de protéger le petit frère d'Ace. C'est ainsi qu'une grande voie libre se forme jusqu'à Ace. Luffy court et arrive à quelques mètres de son frère mais le grand-père de ces deux derniers se met en travers. [Chapitre 570-571] |                                                                                         |                                                          |                                                                   |                       |
| 480 | Le chemin que chacun a choisi. Luffy contre Garp !                                      | それぞれの選んだ道 ルフィVSガープ!                       | Sorezore no Eranda Michi – Rufi vs Gāpu!                          | 19 décembre 2010      |
| Face au Vice-Amiral Garp, Luffy utilise son Gear Second ; préparant tous les deux leurs poings, on entre dans des flash-backs entre Garp et son petit-fils : Luffy encore jeune, est entraîné durement et strictement pour que celui-ci devienne un Amiral de la Marine mais Luffy s'entête à dire qu'il deviendra un pirate. Fin des flash-backs, Garp agit comme parent et retient son coup et est donc frappé par Luffy. Ce dernier arrive en face de Ace et veut utiliser la clé pour libérer son frère mais celle-ci se casse par une attaque de Kizaru. Au même moment, l'Amiral en Chef Sengoku utilise son pouvoir du fruit du Démon pour tuer les deux frères. L'attaque détruit la plate forme et ils tombent dans le vide mais Luffy arrive à délivrer son frère grâce à Mr. 3 qui était en fait l'un des deux bourreaux. [Chapitre 571] |                                                                                         |                                                          |                                                                   |                       |
| 481 | Ace est libéré ! Le dernier ordre de Barbe Blanche !                                    | エース救出! 白ひげ最後の船長命令!                        | Ēsu Kyūshutsu! Shirohige Saigo no Senchō Meirei!                  | 26 décembre 2010      |
| Ace est sauvé par son frère et tous les deux essayent de repartir en direction de la mer. Ensemble, ils montent un binôme parfait. Ace aux poings ardents affronte l'Amiral Aokiji, qui semble être un combat sans fin. Pendant ce temps, un bateau de Barbe Blanche s'avance sur la place mais Barbe Blanche l'arrête et demande à tout le monde de partir car il veut utiliser une dernière attaque pour que tout le monde puisse s'enfuir sain et sauf (en le laissant derrière). [Chapitre 572] |                                                                                         |                                                          |                                                                   |                       |
| 482 | Le pouvoir qui consume même le feu. La traque impitoyable d'Akainu                      | 火をも焼き尽くす能力 赤犬非情の追撃                      | Hi o mo Yakitsukusu Chikara – Akainu Hijō no Tsuigeki             | 9 janvier 2011        |
| Après la libération d'Ace, l'Amiral Akainu insulte Barbe Blanche, Ace décide donc de l'affronter. Ace à terre et Luffy voulant ramasser le papier de vie, Akainu prépare son attaque contre Luffy. Ace s'interpose et prend le coup à la place de son petit frère. [Chapitre 573] |                                                                                         |                                                          |                                                                   |                       |
| 483 | A la recherche d'une réponse. Ace aux Poings Ardents meurt au combat                    | 答えを探して 火拳のエース戦場に死す                      | Kotae o Sagashite – Hiken no Ēsu Senjō ni Shisu                   | 16 janvier 2011       |
| Luffy essaye de trouver quelqu'un qui pourrait sauver Ace mais les organes internes de ce dernier ont été brûlés. Dialogues et flash-back entre les deux frères. Ace s'est toujours demandé si c'était une bonne chose qu'il soit venu au monde. Il remercie son "père", Luffy et ses compagnons de l'avoir aimé, puis meurt. [Chapitre 574] |                                                                                         |                                                          |                                                                   |                       |
| 484 | La destruction du quartier général ! La rage sourde de Barbe Blanche.                   | 海軍本部崩壊! 白ひげ言葉なき怒り!                        | Kaigun Honbu Hōkai! Shirohige Kotobanaki Ikari!                   | 23 janvier 2011       |
| Le chagrin de Luffy est insurmontable. En état de choc, Jinbe le prend dans ses bras et s'enfuit. Pendant ce temps, Barbe Blanche affronte Akainu. Ce dernier renvoie un coup fatal à Barbe Blanche qui utilise ses dernières forces pour couper la place en deux entre les pirates d'un côté et la Marine et lui-même de l'autre. Akainu tombe dans une crevasse. Apparition étonnante de Barbe Noire et de ses compagnons sur les restes de la plate-forme d’exécution. [Chapitre 574-575-576] |                                                                                         |                                                          |                                                                   |                       |
| 485 | Il est temps de régler les comptes ! Barbe Blanche contre l'équipage de Barbe Noire !   | ケジメをつける 白ひげVS黒ひげ海賊団                      | Kejime o Tsukeru – Shirohige VS Kurohige Kaizoku-dan              | 30 janvier 2011       |
| Bataille féroce entre Barbe Blanche et l'équipage de Barbe Noire : Barbe Blanche reçoit des dizaines de coups de sabre, de fusils, de canons. N'ayant plus de munitions, l'ennemi s’arrête. Flash-back d'une discussion entre Gol D. Roger et Barbe Blanche. Retour au présent, ce dernier déclare que le One Piece existe ! Il meurt debout, d'un air fier sans qu'aucune balle ne transperce son corps. [Chapitre 576] |                                                                                         |                                                          |                                                                   |                       |
| 486 | Lever de rideau. Barbe Noire se révèle au grand jour !                                  | ショーの開幕 明かされた黒ひげの企み                      | Shō no Kaimaku – Akasareta Kurohige no Takurami                   | 6 février 2011        |
| Sous un rideau noir, Barbe Noire prépare son plan à l'aide du corps de Barbe Blanche. Pendant ce temps, Akainu barre à nouveau la route de Jinbe et Luffy. Puis, le rideau levé, Barbe Noire montre ses nouveaux pouvoirs : il détient maintenant le pouvoir du tremblement. Il annonce donc que la guerre n'est pas finie et que l'ère de Barbe Noire commence. [Chapitre 577] |                                                                                         |                                                          |                                                                   |                       |
| 487 | La ténacité d'Akainu ! Luffy attaqué par des poings de magma !                          | 赤犬の執念! ルフィを襲うマグマの拳                       | Akainu no Shūnen! Rufi o Osō Maguma no Kobushi                    | 13 février 2011       |
| C'est le chaos : d'un côté, un combat entre Sengoku et Barbe Noire et de l'autre, Akainu contre les commandants de Barbe Blanche. Akainu réapparaît et se lance à la poursuite de Luffy. Akainu touche grièvement Luffy en transperçant le corps de Jinbe. Cependant, Jinbe veut à tout prix protéger Luffy et ils sont tous les deux sauvés par Baggy (qui était en fait en train de s'enfuir). Un nouvel équipage arrive, celui de Trafalgar Law. Ce dernier arrivant est médecin et veut protéger Luffy. [Chapitre 578] |                                                                                         |                                                          |                                                                   |                       |
| 488 | Un cri éperdu ! Quelques secondes de courage pour changer le destin !                   | 必死の叫び 運命を変える勇気ある数秒                      | Hisshi no Sakebi – Unmei o Kaeru Yūki aru Sūbyō                   | 20 février 2011       |
| Jinbe et Luffy montent à bord du navire de Trafalgar. Kobby, exténué par cette guerre, ne comprend plus les raisons de toutes ces morts. Kobby en pleure et demande que tout le monde pose les armes, mais ce n'est pas l'avis de la Marine et il est donc sauvé par Shanks qui vient d'arriver. [Chapitre 579] |                                                                                         |                                                          |                                                                   |                       |
| OVA 4 | Infiltration ! Thousand Sunny !                                                         | 潜入!!サウザンド・サニー号                               | Sennyū !! Sauzando.Sanī Gō                                        | 5 mars 2011           |
| OVA servant à introduire le film One Piece 3D : À la poursuite du chapeau de paille. |                                                                                         |                                                          |                                                                   |                       |
| 489 | Shanks apparaît ! La guerre au sommet se termine enfin.                                 | シャンクス見参! 頂上戦争ついに終結                       | Shankusu Kenzan! Chōjō Sensō Tsuini Shūketsu                      | 6 mars 2011           |
| Shanks apparait devant tout le monde et déclare qu'il est là pour cesser cette guerre. Par miracle, tout le monde l'écoute. Chaque camp s'occupe de leurs blessés. Le Roux souhaite aussi que l’enterrement d'Ace et Barbe Blanche soit fait par les pirates et non la Marine qui les exposerait comme trophées. Pendant ce temps, le sous-marin de Law s'enfuit loin dans les profondeurs et l'équipage commence la chirurgie des deux blessés. [Chapitre 580] |                                                                                         |                                                          |                                                                   |                       |
| F11 | One Piece 3D: À la poursuite du chapeau de paille.                                      | ONE PIECE 3D 麦わらチェイス                              | Wān Pīsu 3D: Mugiwara Cheisu                                      | 19 mars 2011          |

### ArcPost-Guerre
| No | Titre français                                                                         | Titre japonais                               | Titre japonais                                                | Date de 1re diffusion |
| No | Titre français                                                                         | Kanji                                        | Rōmaji                                                        | Date de 1re diffusion |
| --- | -------------------------------------------------------------------------------------- | -------------------------------------------- | ------------------------------------------------------------- | --------------------- |
| 490 | Luttes de pouvoir ! Le début d'une nouvelle ère !                                      | 群雄割拠す! "新しい時代"の始まり !           | Gun'yūkakkyosu! "Atarashī Jidai" no Hajimari!                 | 20 mars 2011          |
| Une fois la guerre gagnée par la marine, les habitants du monde s'attendaient à la paix: mais tous les pirates refont surface; ils brûlent, tuent, et pillent les villes du monde. La Marine ainsi que les habitants se rendent compte que cette nouvelle ère est plus instable et plus brutale que la précédente. Luffy, sur le sous marin de Trafalgar Law, guérit doucement de ses blessures. Pour le protéger jusqu'à son réveil, les pirates de Trafalgar Law ont posé l'ancre sur Amazon Lily. [Chapitre 581] |                                                                                        |                                              |                                                               |                       |
| 491 | Retour sur l'île des femmes. Dure réalité pour Luffy !                                 | !女 ヶ 島 上陸 ルフィ を 責める 過酷 な 現実 | Nyōgashima Jōriku – Rufi o Semeru Kakoku na Genjitsu !        | 27 mars 2011          |
| Luffy, Jinbe et l'équipage de Trafalgar Law arrivent à Amazon Lily (une île uniquement peuplée de femmes). Luffy est entre la vie et la mort après tous les coups qu'il a reçus lors de la guerre. Enfin réveillé, Luffy détruit ce qui lui passe sous la main, c'est alors que Jinbe intervient pour le calmer. Il lui confirme la mort d'Ace. [Chapitre 581-582] |                                                                                        |                                              |                                                               |                       |
| 492 | Le partenariat rêvé ! Luffy et Toriko s'affrontent !                                   | 最強タッグ! 奮闘、ルフィとトリコ!            | Saikyō Taggu! Funtō, Rufi to Toriko!                          | 3 avril 2011          |
| Épisode spécial entre Toriko et One Piece. |                                                                                        |                                              |                                                               |                       |
| 493 | Luffy et Ace ! L'histoire d'une rencontre entre deux frères.                           | ルフィとエース 兄弟の出会いの物語            | Rufi to Ēsu – Kyōdai no Deai no Monogatari!                   | 10 avril 2011         |
| Garp emmène Luffy chez Dadan, une brigande des montagnes et là Luffy rencontre pour la première fois Ace. [Chapitre 582-583] |                                                                                        |                                              |                                                               |                       |
| 494 | Lui c'est Sabo ! Le garçon de Grey Terminal.                                           | サボ登場! 不確かな物の終着駅の少年           | Sabo Tōjō! Gurei Tāminaru no Shōnen                           | 17 avril 2011         |
| Alors que Luffy tente désespérément de suivre Ace, celui-ci vole des pirates et accumule ainsi un trésor avec Sabo dans le but de devenir pirates. Néanmoins, les pirates volés par Ace sont les hommes de Bluejam, un terrifiant pirate. Ses subordonnés se mettent donc à la recherche de Ace et Sabo pour reprendre leur trésor. Pendant ce temps, Luffy qui avait réussi à rejoindre Ace se fait capturer par Porchemy, un des subordonnés de Bluejam. Luffy se fait alors frapper par Porchemy pour qu'il révèle où sont Ace et Sabo, Luffy ne disant rien s'apprête à se faire tuer quand Ace et Sabo font leur apparition pour sauver Luffy. [Chapitre 583-584] |                                                                                        |                                              |                                                               |                       |
| 495 | Je ne m'enfuirai pas ! Ace et sa tentative de sauvetage désespérée.                    | おれは逃げない エース決死の救出作戦          | Ore wa Nigenai – Ēsu Kesshi no Kyūshutsusakusen               | 24 avril 2011         |
| Ace et Sabo sauvent Luffy des pirates, mais Ace veut continuer son combat contre Porchemy. Sabo le rejoint alors et ensemble ils parviennent à le mettre hors d'état de nuire. Après avoir appris cela, Bluejam, mécontent de cette défaite et de l'argent perdu, tue Porchemy. Pendant ce temps, Sabo habite chez Dadan et prévient les bandits que Bluejam pourrait débarquer à tout moment pour les tuer. [Chapitre 584] |                                                                                        |                                              |                                                               |                       |
| 496 | Un jour, nous prendrons la mer ! La coupe de la fraternité des trois monstres.         | いつか海へ! 三人の悪童ちかいの盃             | Itsuka Umi he! Sannin no Akudō Chikai no Sakazuki.            | 1er mai 2011          |
| Ace, Luffy et Sabo continuent leur aventure quotidienne. Un jour, ils vont dans la ville haute du Royaume de Goa et là Sabo est reconnu par un homme. Juste après, celui-ci avouera à Luffy et Ace qu'il est de sang noble mais comme il n'avait pas le caractère des nobles il quitta la ville. Ensuite, les 3 gamins boivent une coupe de saké se promettant de devenir pirates et scellant par la même occasion leur fraternité. [Chapitre 585] |                                                                                        |                                              |                                                               |                       |
| 497 | Dire adieu à la famille Dadan ? La construction de la base secrète !                   | ダダン一家との別れ!? 完成! 秘密基地          | Dadan Ikka to no Wakare!? Kansei! Himitsu Kichi               | 8 mai 2011            |
| Ace, Luffy et Sabo font vivre un enfer à Dadan. À la suite de la visite de Garp, les trois gamins décident de quitter leur maison et d'établir un repère en forêt. Alors que Ace, Luffy et Sabo dorment dans leur nouveau domicile, Dadan qui a réussi à les retrouver se fait prendre par un de leurs pièges. [Chapitre 585] |                                                                                        |                                              |                                                               |                       |
| 498 | Luffy a trouvé son maître ? L'homme qui s'est battu contre le Roi des pirates !        | ルフィ弟子入り!? 海賊王と戦った男!           | Rufi Deshi-iri!? Kaizoku-Ō to Tatakatta Otoko!                | 15 mai 2011           |
| Luffy et les autres continuent à vivre normalement jusqu'au jour où ils sont poursuivis par un ours et sauvé par Naguri, habitant du Grey Terminal et ancien capitaine pirate. Il raconte qu'il a combattu Gol.D.Roger dans le passé et Sabo révèle alors à Naguri et Luffy que Gol.D.Roger était le père de Ace. Cela provoquera la colère de Ace par la suite. Au même moment, le père de Sabo conclut un marché avec Bluejam : celui-ci doit retrouver Sabo. Après cela, Dadan lit dans les journaux qu'un "dragon céleste" va visiter prochainement le royaume de Goa. |                                                                                        |                                              |                                                               |                       |
| 499 | A l'attaque du tigre géant ! Qui sera le capitaine ?                                   | 大きな虎との戦い！誰がキャプテンですか？     | Ōkina tora to no tatakai! Dare ga kyaputendesu ka?            | 22 mai 2011           |
| Les 3 frères commencent à se faire entraîner par Naguri, et ceux-ci l'aident à construire un bateau pirate. Ace, Luffy et Sabo, étant devenus plus fort, partent combattre le tigre géant. Après s'être fait battre individuellement, ils unissent leurs forces et parviennent à le vaincre. Un certain temps après, Naguri reprend la mer pour retrouver ses équipiers tandis qu'au même moment Bluejam ordonne à un de ses équipiers d'aller dire au père de Sabo qu'ils ont retrouvé celui-ci. |                                                                                        |                                              |                                                               |                       |
| 500 | Une liberté volée ! Le piège de la noblesse se resserre autour des trois frères.       | 奪われた自由! 三兄弟に迫る貴族の罠           | Ubawareta Jiyū! Sankyōdai ni Semaru Kizoku no Wana            | 29 mai 2011           |
| Bluejam retrouve Ace, Luffy et Sabo, et le père Sabo contraint celui-ci à revenir dans la ville noble. Sabo accepte pour protéger ses frères. Une fois rentré, il apprend qu'un incendie va être déclenché dans le Grey Terminal. Il court donc dans le but de prévenir Ace et Luffy, qui au même moment travaillent pour Bluejam et ignorent tout de l'incendie. [Chapitre 586] |                                                                                        |                                              |                                                               |                       |
| 501 | Les flammes se déchainent ! Panique à Grey Terminal !                                  | 放たれた炎 グレイ・ターミナルの危機          | Hanatareta Honō – Gurei Tāminaru no Kiki                      | 5 juin 2011           |
| L'incendie a débuté et les habitants du Grey Terminal se retrouvent sans échappatoire. Pendant ce temps, Sabo tente, en vain, de sauver ses deux frères, Ace et Luffy, emprisonnés par Bluejam, qui se verra lui-même trahi par le Roi. [Chapitre 586-587] |                                                                                        |                                              |                                                               |                       |
| 502 | Où se trouve la liberté ? Le douloureux départ d'un jeune garçon.                      | ここでの自由は何ですか？少年の悲しい出発     | Koko de no jiyū wa nanidesu ka? Shōnen no kanashii shuppatsu  | 12 juin 2011          |
| Dadan et son équipe de bandits surgissent pour sauver Ace et Luffy de Bluejam. Dadan ordonne à son équipe de s'enfuir avec Luffy et reste avec Ace pour combattre Bluejam. De son côté, Sabo est retrouvé par la police qui le livre à son père. Ce dernier décide d'enfermer Sabo dans la maison pour parfaire son éducation. Alors que la ville accueille le navire d'un dragon céleste, Sabo parvient à s'enfuir, vole le bateau d'un pêcheur et prend la mer, décidé à trouver la vraie liberté. Un destin tragique l'attend lorsque son bateau rencontre le navire du dragon céleste. [Chapitre 587-588] |                                                                                        |                                              |                                                               |                       |
| 503 | Je compte sur toi ! La lettre d'un frère !                                             | よろしく頼む! 兄弟から届いた手紙!            | Yoroshiku Tanomu! Kyōdai kara Todoita Tegami!                 | 19 juin 2011          |
| Après avoir échappé à l'incendie du Grey Terminal, Ace et Dadan rentrent au Mont Corvo où ils apprennent la disparition tragique de Sabo. Leur parvient alors une lettre de ce dernier, qui confie Luffy à Ace. [Chapitre 588-589] |                                                                                        |                                              |                                                               |                       |
| 504 | Une promesse à tenir. Départs séparés !                                                | 約束を果たすため それぞれの旅立ち!           | Yakusoku o Hatasu Tame – Sorezore no Tabidachi!               | 26 juin 2011          |
| Ace et Luffy s’entraînent pour devenir plus puissant. Ils atteignent l'âge de 17 ans chacun leur tour et prennent la mer. Lorsque Luffy quitte son village natal à bord d'une barque, il défait le monstre qui avait autrefois pris le bras de Shanks d'un coup de poing et proclame qu'il deviendra le seigneur des pirates. [Chapitre 589] |                                                                                        |                                              |                                                               |                       |
| 505 | Je veux tous les revoir ! Le cri, mêlé de larmes, de Luffy.                            | あいつらに会いてェ！ ルフィ涙の叫び          | Aitsura ni Aitē! Rufi Namida no Sakebi                        | 3 juillet 2011        |
| Garp revient dans le village natal de Luffy et y retrouve Dadan. En colère, elle lui demande pourquoi il n’a pas aidé Ace. De retour sur l'île des femmes, Jinbe explique à Luffy qu’il doit surmonter la mort d'Ace, et que d’autres personnes l’attendent. Luffy repense à ses amis qu’il veut revoir. [Chapitre 590] |                                                                                        |                                              |                                                               |                       |
| 506 | L'équipage de Chapeau de Paille sous le choc ! De mauvaises nouvelles.                 | 麦わらの一味激震！ もたらされた凶報          | Mugiwara no Ichimi Gekishin! Motorasareta Kyōhō               | 10 juillet 2011       |
| Retour sur chaque membre de l'équipage du chapeau de paille, on y revoit les quelques mésaventures qu'ils ont connues jusqu'ici. Chacun reçoit les mauvaises nouvelles de Marine Ford et apprend la mort de Ace. |                                                                                        |                                              |                                                               |                       |
| 507 | Retrouvailles avec Rayleigh, le Seigneur des ténèbres. Luffy prend une décision.       | 冥王レイリーとの再会 ルフィ決断の時          | Meiō Reirī to no Saikai – Rufi Ketsudan no Toki               | 17 juillet 2011       |
| Rayleigh débarque sur l'île des femmes et fait une étrange proposition à Luffy. Pendant ce temps Usopp tente de s'échapper de l'ile Boyn sur laquelle il est retenu. [Chapitre 591] |                                                                                        |                                              |                                                               |                       |
| 508 | Retour vers notre capitaine. Evasion de l'île céleste et incident sur l'île hivernale. | 船長のもとへ 空島の脱獄と冬島の事件          | Senchō no Moto e – Sorajima no Datsugoku to Fuyujima no Jiken | 31 juillet 2011       |
| Luffy veut retrouver ses amis par tous les moyens, néanmoins Rayleigh a une seconde proposition à lui faire. Pendant ce temps Nami tente de s'échapper de l'île céleste mais est emprisonnée, elle arrive à en sortir et prend Haredas comme otage pour s'enfuir de l'île. Franky de son côté investit le laboratoire de Dr. Vegapunk à la recherche d'un brise-glace mais appuie malencontreusement sur le bouton d'auto-destruction du laboratoire. [Chapitre 592] |                                                                                        |                                              |                                                               |                       |
| 509 | Un contact ! Qui imposera sa volonté ? Mihawk ou Zoro ?                                | 接触！ 大剣豪ミホーク ゾロ意地の死闘         | Sesshoku! Daikengō Mihōku – Zoro Iji no Shitō                 | 7 août 2011           |
| Zoro veut partir de l'île pour rejoindre Luffy et les autres à Sabaody mais les "Human-Drills" (Babouins imitant les hommes pour se développer et combattre) l'attaquent de nouveau. Dracule Mihawk (Œil de Faucon) lui propose de venir se reposer dans son château mais Zoro refuse et se fait battre de nouveau par les babouins dont un imitant le style de combat de Zoro (le Style à 3 sabres). Pendant ce temps, Brook réussit à capturer les "longs-bras" mais décide de les libérer pour montrer la voie à suivre à tout le monde. Malheureusement pour lui, il se fera enlever par ceux-ci. Sur Amazon Lily, Luffy accepte la proposition de Rayleigh, à savoir retourner à Marineford ! [Chapitre 592] |                                                                                        |                                              |                                                               |                       |
| 510 | La Passion de Sanji ! Une reine de retour en son royaume !                             | サンジの受難 王国へと帰還した女王!           | Sanji no Junan - Ōkoku e to Kikanshita Joō!                   | 14 août 2011          |
| Luffy se rend à Marineford, accompagné de Jinbe et Rayleigh. Chopper part à Sabaody sur le dos d'un oiseau quand il reçoit le journal et pousse un cri de stupéfaction. Au même moment, Robin qui a été libérée par l'armée révolutionnaire est en train de quitter le pont quand elle reçoit également le journal. Sanji quant à lui voit le retour d' Ivankov, celui-ci au départ refuse de croire que c'est le nakama de Luffy alors Sanji le provoque en duel où il obtient une défaite cuisante. Après cela, Ivankov lui montre aussi le journal et sur celui-ci on voit la photo de Luffy. [Chapitre 591-593] |                                                                                        |                                              |                                                               |                       |
| 511 | Un retour inattendu ! Luffy, fonce vers Marine Ford !                                  | まさかの再上陸！ ルフィ海軍本部へ！          | Masaka no Saijōriku! Rufi Kaigun Honbu e!                     | 21 août 2011          |
| Luffy retourne au QG de la marine avec Jimbeï et Rayleigh, où les travaux de reconstruction de Marine Ford ont commencé. Luffy arrive à Marine Ford qui n'est plus protégée et sonne la cloche d'Ox 16 fois pour signifier que l'ère de Barbe Blanche se termine et qu'une nouvelle ère commence. Peu après, on apprend que Garp démissionne de son poste de Vice-Amiral et que Sengoku démissionne de son poste d'amiral en chef. Il recommande Aokiji pour prendre sa place. Au même moment, on apprend que Smoker demande à être transféré à G5, une base de la marine dans le Nouveau monde et que Kobby a éveillé son haki. Ensuite, nous voyons les débuts de quelques supernovas dans les terres du nouveau monde. [Chapitre 594] |                                                                                        |                                              |                                                               |                       |
| 512 | Une nouvelle qui fait grand bruit ! L'équipage se tient au courant.                    | 仲間に届け かけめぐる大ニュース！            | Nakama ni Todoke – Kakemeguru Dai-nyūsu!                      | 28 août 2011          |
| Baggy Le Clown retrouve son équipage d'origine et reçoit une lettre du Gouvernement Mondial mais son contenu n'est pas dévoilé. Un article sur l'irruption de Luffy au QG de la Marine est publié dans le journal. Luffy y apparaît en photo avec un tatouage sur le bras : 3D2Y. Tous les membres de son équipage lisent cet article, et hormis Zoro, tous semblent comprendre le message caché qu'il contient. Sur Sabaody, Duval qui protège fièrement le Thousand Sunny et voit débarquer Bartholomew Kuma. Ailleurs sur Grand Line, Crocodile et Daz lisent eux aussi le journal. Crocodile propose à Daz de l'accompagner dans le Nouveau Monde. [Chapitre 593-594] |                                                                                        |                                              |                                                               |                       |
| 513 | Les pirates en action ! Le Nouveau Monde, lieu de toutes les surprises.                | 動き出す海賊たち！ 驚天動地の新世界          | Ugokidasu Kaizoku-tachi! Kyōtendōchi no Shinsekai             | 4 septembre 2011      |
| Trafalgar Law qui ne se trouve pas loin de l'Archipel Shabaondy annonce à son équipage qu'il compte attendre avant de continuer. Nous nous rendons ensuite dans le Nouveau Monde pour suivre les aventures des quelques Supernovas. L'équipage de Barbe Noire prend Jewelry Bonney dont la prime s'élève à plus de 100 Millions de Berry, ceci dans le but de l'échanger contre un navire, s'ensuit l'arrivée d'Akainu qui les mettra en fuite. Sur la terre sainte de Marie Joie, Doflamingo s'entretient avec un mystérieux personnage qui travaille probablement pour le Gouvernement Mondial et émet des doutes quant à la mort ou non de Geko Moria durant la Grande Guerre. Du côté de South Blue, Chopper qui devait partir pour Sabaody, revient en costume se prétendant Chopper masqué, malheureusement tout le monde le reconnaît ; il laisse alors tomber les masques et fait la promesse solennelle de devenir plus fort. [Chapitre 595] |                                                                                        |                                              |                                                               |                       |
| 514 | Sanji, le survivant de l'enfer. Un duel où sa virilité est en jeu.                     | 地獄を生き抜け サンジ男をかけた勝負          | Jigoku o Ikinuke - Sanji Otoko o Kaketa Shōbu                 | 11 septembre 2011     |
| Nami se fait pardonner auprès des savants et décide de devenir une meilleure navigatrice. Franky découvre un second laboratoire, qui était caché avant la destruction du premier laboratoire. Il tombe sur des plans d'arme et promet lui aussi de devenir plus fort. Après cela, nous voyons Sanji qui décide de relever le défi de Ivankov, à savoir battre les 99 cuisiniers pour obtenir la recette du New Kama Kempoo. [Chapitre 595-596] |                                                                                        |                                              |                                                               |                       |
| 515 | Je deviendrai encore plus fort ! La promesse de Zoro envers son capitaine.             | まだまだ強くなる!ゾロ船長への誓い            | Madamada Tsuyoku Naru! Zoro Senchō Heno Chikai                | 18 septembre 2011     |
| Brook qui est devenu une attraction pour le peuple des longs-bras repense au moment où il a rencontré Luffy et décide de devenir plus fort pour l'aider. Pendant ce temps, Robin part vers Baltigo avec les révolutionnaires, elle aussi décide de devenir plus forte. Usopp qui essaye de perdre du poids commence un entraînement donné par Héracles qui parle des Pop Green. Sur l'île de la tristesse, Zorro demande a Mihawk de l’entraîner à l'art de l'épée. Au début, Mihawk refuse mais quand il apprend que Zoro a battu les babouins et qu'il a envie de devenir plus fort pour son capitaine,il accepte. Après cela, Zoro nous révèle la signification de 3D2Y, cela veut donc dire que leur rendez-vous n'est pas dans 3 jours mais dans 2 ans. Son entraînement commence en affrontant le chef des babouins. [Chapitre 596-597] |                                                                                        |                                              |                                                               |                       |
| 516 | Luffy commence son entraînement. Rendez-vous dans deux ans au même endroit.            | ルフィ修行開始 2年後に約束の場所で           | Rufī Shugyō Kaishi - Ni-nengo ni Yakusoku no Basho de         | 25 septembre 2011     |
| Jinbe quitte Luffy et retourne à l'île des hommes-poissons. Luffy part avec Rayleigh sur Ruskaina, l’île où il va s'entraîner pendant 2 ans. Rayleigh lui apprend qu'il existe deux types de Haki : celui de l'observation et celui de l'armement. En plus de ces deux là, quelques rares personnes dont Luffy maîtrisent le haki des rois. Luffy dépose son chapeau et sa carte de vie sur le seul endroit sûr de l’île et commence son entrainement. [Chapitre 597] |                                                                                        |                                              |                                                               |                       |

### Épisodes français
1. 1 2 3 4 5 6 7 8 9 10 11 12 13 14 15 16  Épisodes 390 à 405, kana.fr
2. 1 2 3 4 5 6 7 8 9 10 11 12 13 14 15 16  Épisodes 406 à 421, kana.fr
3. 1 2 3 4 5 6 7 8 9 10 11 12 13 14 15 16 17 18  Épisodes 422 à 439, kana.fr
4. 1 2 3 4 5 6 7 8 9 10 11 12 13 14 15 16 17  Épisodes 440 à 456, kana.fr
5. 1 2 3 4 5 6 7 8 9 10 11 12 13 14 15 16 17 18 19 20  Épisodes 457 à 476, kana.fr
6. 1 2 3 4 5 6 7 8 9 10 11 12 13 14 15 16 17 18 19 20  Épisodes 477 à 497, kana.fr
7. 1 2 3 4 5 6 7 8 9 10 11 12 13 14 15 16 17 18 19  Épisodes 498 à 516, kana.fr